# 관서포크
관서포크(일본어: 関西フォーク)는 1960년대 후반부터 1970년대 초까지 일본 관서지방에서 태동한 포크송 및 민중가요 운동이다.

## 관서포크의 역사

### 언더그라운드로서 탄생
종래 일본 포크씬은 「상업주의적」인 칼리지 포크를 중심으로 하고 있었다. 이 판도가 크게 변화한 것은 교토의 학생포크밴드 더 포크 크루세이더즈의 등장으로부터 시작되었다. 더 포크 크루세이더즈는 1967년 교토에서 개최된 제1회 포크캠프에 참가하여 자주적 음악활동의 중심적 역할을 했다. 더 포크 크루세이더즈가 아마추어 시절에 자비제작한 음반 『파렴치』에 수록된 「임진강」이 교토에서, 「돌아온 술주정뱅이」가 코베에서 라디오 방영된 것이 화제가 되어 메이저에 데뷔하고 대히트곡이 되었다.
그전까지의 포크송과 달리 메시지성이 강하고 언더그라운드적인 음악이 등장함에 사람들이 놀라면서 붐이 형성성되었다.

### 관서포크 붐
더 포크 크루세이더즈가 활동을 종료한 뒤, 타카이시 토모야・나카가와 고로・다섯 개의 빨간 풍선 등이 속속 등장했고, 타카다 와타루・엔도 켄지 등이 관서로 활동거점을 옮겼다. 그리고 오카바야시 노부야스의 등장으로 관서포크씬은 최고조를 맞았다. 1967년부터 관서포크캠프・포크스쿨 등을 단서로 각지에 포크가 확산세를 보였다.
전공투운동이 격화하던 시대에, 불합리한 차별이나 사회비판을 가사로 하는 관서포크는 학생사회의 지지를 받았고, 신주쿠역 니시구치광장에서 열린 『포크게릴라』의 반전집회에는 수백명이 참가했다.
1969년 기후현 에나군 사카시타정(현재의 나카츠가와시)에서 『전일본포크잼버리』, 1971년 오사카에서 『하루이치방』이 시작되었다.

### 붐 이후
전국적으로 한꺼번에 불이 붙은 관서포크는 전공투운동이 소멸함에 따라 언더그라운드에서 메이저로 이행하게 되었다. 하루이치방 콘서트가 1979년을 마지막으로 중단되는 가운데, 교토에서는 타카이시 토모야 등을 중심으로 요이요이산 콘서트, 콘서트 여름의 시대 활동을 1985년까지 끌고 나갔다.

### 부활의 추진
1994년 교토에서 요이요이산 콘서트가 부활, 고베대지진이 있었던 1995년에는 하루이치방이 오사카성 야외음악당에서 부활했다.
1999년, 포크캠프의 리더적 존재였던 후지무라 나오키가 타카이시 토모야・타카다 와타루・토요다 유조・나카가와 고로・나카야마 라비・나카가와 이사토・엔도 켄지 등 왕년의 멤버들에게 호소하여 교토시 마루야마공원 음악당에서 『교토포크캠프콘서트』를 열었다.
교토의 요이요이산 콘서트는 2009년에 다시 한 차례 종료되었지만, 같은 해 나카츠가와에서 『전일본포크잼버리』를 이어받은  『’09 모미지노호 포크잼버리』가 열렸다.

## 문화적 인맥과 언론의 지원
교토를 중심으로 발전한 관서포크의 배경에는 교토의 문화적 인맥과 언론의 도움이 있었다.
우선 경도의 다방 혼야라동을 거점으로 활동하던 아키야마 모토오・아리마 타카시・카타기리 유즈루 등 오럴파라고 불린 시인들의 존재가 있다. 카타기리는 관서포크의 상황 등을 전달하는 미니컴 「카와라판」(かわら版)에 집필했고, 아리마의 시에 관서포크 뮤지션들이 곡을 붙여 노래한 옴니버스 LP가 1970년 3월 발표되기도 했다. 또한 나카야마 요우는 카타기리와 함께 밥 딜런 음악의 가사 번역에 주력했고, 그 번역이 포크캠프 등 콘서트를 통해 더욱 보작(補作)되어 보급되었다.
근기방송(현재의 교토방송)에서 1960년대-70년대에 음악방송을 담당했던 디렉터 카와무라 테루오는 더 포크 크루세이더즈의 「임진강」이 1968년 발매중지 처분을 당한 뒤에도 라디오에서 송출하는 등, 관서포크 싱어들의 곡을 적극적으로 방송하고 응원했다.

## 주요 뮤지션
- 타카이시 토모야
- 오카바야시 노부야스
- 나카가와 고로
- 더 포크 크루세이더즈(하시다 노리히코・카토 카즈히코・키타야마 오사무)
- 사카니와 쇼고
- 히가시노 히토시・후루카와 고우・토요다 유조・나카야마 라비・미우라 히사시
- 다섯 개의 빨간 풍선(니시오카 타카시・나카가와 이사토・나가노 타카시・카나모리 코우스케)
- 아리야마 쥰지・타케베 유키마사
- 잭스・쉬는 나라(하야카와 요시오・타카하시 테루유키)
- 스기타 지로・마사키 요시히로
- 후지무라 나오키
- 코바야시 류지로
- 카가와 료
- 마츠야마 타케시
- 카네노부 사치코
- 츠카모토 마사지